# إيريكو ناكامورا
إيريكو ناكامورا (باليابانية: 中村 繪里子) مواليد 19 نوفمبر 1981 في يوكوهاما، كاناغاوا، اليابان، هي مؤدية أصوات يابانية بدأت نشاطها عام 2002.

## أعمال

### أنمي
- هيتاليا: قوة المحور
- جينتاما
- ماغي

## وصلات خارجية
- إيريكو ناكامورا على موقع IMDb (الإنجليزية)
- إيريكو ناكامورا على موقع ميوزك برينز (الإنجليزية)
- إيريكو ناكامورا على موقع ديسكوغز (الإنجليزية)
- إيريكو ناكامورا على موقع قاعدة بيانات الفيلم (الإنجليزية)
- إيريكو ناكامورا على موقع ANN person (الإنجليزية)